# Обермархталь
Обермархталь (нім. Obermarchtal) — громада в Німеччині, знаходиться в землі Баден-Вюртемберг. Підпорядковується адміністративному округу Тюбінген. Входить до складу району Альб-Дунай.
Площа — 26,59 км2. Населення становить 1305 ос. (станом на 31 грудня 2020).